# Ponghvaszan állomás
Ponghvaszan (Bonghwasan) állomás a szöuli metró 6-os vonalának állomása, mely Csungnang-ku (Jungnang-gu) kerületben található.

## Viszonylatok
| 6-os vonal                                 | 6-os vonal | 6-os vonal                     |
| ------------------------------------------ | ---------- | ------------------------------ |
| Hvarangde (Hwarangdae) Ungam (Eungam) felé | 6-os vonal | Sinne (Sinnae) végállomás felé |